# Michael Bach (Ruderer)
Michael Richardson Bach (* 25. Juli 1960 in Staten Island, New York City) ist ein ehemaliger Ruderer aus den Vereinigten Staaten, der 1984 Olympiazweiter im Vierer mit Steuermann war.

## Sportliche Karriere
Der 1,93 m große Michael Bach graduierte 1982 als Ingenieur an der Cornell University. 1983 belegte er bei den Weltmeisterschaften 1983 den sechsten Platz im Vierer ohne Steuermann. 
Bei den Olympischen Spielen 1984 in Los Angeles erreichten Thomas Kiefer, Gregory Springer, Michael Bach, Edward Ives und Steuermann John Stillings im Vorlauf als Zweite das Ziel hinter den Briten und im Hoffnungslauf als Zweite hinter den Neuseeländern. Im Finale siegten die Briten mit anderthalb Sekunden Vorsprung vor den Amerikanern, die ihrerseits über drei Sekunden Vorsprung auf die drittplatzierten Neuseeländer hatten.